# Rekha
Bhanurekha Ganesan (en tamoul : பானுரேகா கணேசன் ; en télougou : భానురేఖ గణేశన్), plus connue sous son nom de scène Rekha (en tamoul : ரேகா ; en hindi : रेखा), née le 10 octobre 1954 à Madras (Tamil Nadu), est une actrice et femme politique indienne.

## Biographie
Célèbre dans l'Inde pour ses grands talents de danseuse et de comédienne, elle a tourné dans des succès de Bollywood des années 1980 comme Khubsoorat ou encore Khoon Bhari Maang, qui lui ont valu deux fois le Filmfare Award de la meilleure actrice. L'une de ses plus célèbres prestation fut celle de la courtisane Umrao Jaan dans le chef-d'œuvre éponyme. Durant les années 1970, elle fut considérée comme un véritable sex-symbol par les médias.
Rekha a tourné dans plus de 180 films dans plusieurs langues (anglais, tamoul, hindi,...) en quarante ans de carrière, dont dans des films internationaux (Kama Sutra, 1996). Elle est connue pour son habileté à se renouveler. Elle a longtemps varié les grosses productions et les films indépendants, ce qui la place parmi les plus grandes actrices de l'industrie bollywoodienne.
Elle est membre du Rajya Sabha, la chambre haute du parlement indien, nommée par le président indien en 2012.
Elle est la fille de Gemini Ganesan, un acteur majeur du cinéma tamoul, et de l'actrice Pushpavalli (en).

## Filmographie partielle
- 1981 : Kalyug de Shyam Benegal

## Distinctions
| Année | Distinction                                 | Catégorie                                     | Film                            | Résultat   |
| ----- | ------------------------------------------- | --------------------------------------------- | ------------------------------- | ---------- |
| 1979  | Filmfare Awards                             | Meilleure actrice                             | Ghar                            | Nomination |
| 1979  | Filmfare Awards                             | Meilleure actrice dans un second rôle         | Muqaddar Ka Sikandar            | Nomination |
| 1981  | Filmfare Awards                             | Meilleure actrice                             | Khubsoorat                      | Lauréat    |
| 1981  | Filmfare Awards                             | Meilleure actrice                             | Judaai                          | Nomination |
| 1982  | Filmfare Awards                             | Meilleure actrice                             | Umrao Jaan                      | Nomination |
| 1982  | National Film Awards                        | Meilleure actrice                             | Umrao Jaan                      | Lauréat    |
| 1983  | Filmfare Awards                             | Meilleure actrice                             | Jeevan Dhaara                   | Nomination |
| 1984  | Filmfare Awards                             | Meilleure actrice dans un second rôle         | Mujhe Insaaf Chahiye            | Nomination |
| 1985  | Bengal Film Journalists' Association Awards | Meilleure actrice en langue hindi             | Utsav                           | Lauréat    |
| 1989  | Filmfare Awards                             | Meilleure actrice                             | Khoon Bhari Maang               | Lauréat    |
| 1992  | Filmfare Awards                             | Meilleure actrice                             | Phool Bane Angaray              | Nomination |
| 1997  | Filmfare Awards                             | Meilleure actrice dans un second rôle         | Khiladiyon Ka Khiladi           | Lauréat    |
| 1997  | Screen Awards                               | Meilleure performance dans un rôle de méchant | Khiladiyon Ka Khiladi           | Lauréat    |
| 1998  | Screen Awards                               | Meilleure actrice                             | Aastha: In the Prison of Spring | Nomination |
| 2004  | Bollywood Movie Awards                      | Meilleure actrice dans un second rôle         | Koi... Mil Gaya                 | Lauréat    |
| 2004  | Filmfare Awards                             | Meilleure actrice dans un second rôle         | Koi... Mil Gaya                 | Nomination |
| 2007  | Filmfare Awards                             | Meilleure actrice dans un second rôle         | Krrish                          | Nomination |